# بركة أم العصافير
بركة أم العصافير، أو فيضة أم العصافير: هي تجمع مائي يقع جنوب مدينة رفحاء على بعد 50كم في منخفض تغطية الأعشاب وهي مربعة الشكل كما يحتوي الموقع على أطلال لمبانٍ أثرية تتكون من غرف متفاوتة المساحات.

## التضاريس
وتقع في أرض شبه مستوية وتتخذ مسارا طوليا من الجنوب الشرقي إلى الشمال الغربي بطول ثلاثة كيلو مترات وبعرض كيلو متر تقريبا، ويصب بها عدة أودية أهمها وادي زبالا، وينبت فيها شجر السدر والذي يغطي مساحات واسعة منها. وتعتبر أحد المنتزهات الطبيعية لسكان رفحاء. وأيضا غنية بأنواع كثيرة من الصيد. كما أنها أرض خصبة لأنواع كثيرة من النباتات البرية.

## التنزه
يقصد فيضة أم العصافير المتنزهين، وهواة التخييم خاصةً في فصل الربيع؛ نظرًا لاعتدال الأجواء والغطاء النباتي الأخضر الذي يتشكل في فصل الربيع.

## التطوير
ناقش مجلس منطقة الحدود الشمالية في 2020 طرح فيضة أم العصافير للاستثمار للاستفادة منها في السياحة البيئية.

## الحماية
واصل مكتب البيئة والمياه والزراعة بمحافظة رفحاء، بمنطقة الحدود الشمالية إستكمال التبتير لمشروع حواجز حماية محمية «أم العصافير» 45 كم جنوب رفحاء من جميع الاتجاهات، لمنع دخول السيارات إليها لتنمية الغطاء النباتي ومكافحة التصحر، وتطوير المتنزهات البرية.
وأوضح مدير المكتب المهندس عبد الله الخريجي الذي وقف ميدانياً على سير العمل بالمشروع ونواقص التبتير أن منتزه «أم العصافير» البري الممتد على مساحة 4,879,215 متر مربع، يعد من المتنزهات البرية المميزة والنوعية بتنوع غطائه النباتي، مشيراً إلى أن مشروع الحماية بحواجز التبتير للمحمية يندرج ضمن تطوير المتنزهات البرية ودعم برامج الحفاظ على البيئة والحفاظ على المتنزهات، بما يحقق تطوير القطاع السياحي في المحافظة لما تزخر به من مقومات طبيعية تسهم في تشجيع السياحة البرية فيها خلال فصلي الشتاء والربيع، بالإضافة إلى توعية المجتمع بأهمية حماية البيئة والموارد الطبيعية والمحافظة عليها، لدورها المحوري في تحقيق التنمية المستدامة، كذلك دعم الجهود الوطنية لتحقيق الاستدامة البيئية والتنمية المستدامة.